# Sandy (Sandy Denny)
Sandy è un album di Sandy Denny pubblicato nel 1972 dalla Island Records.

## Tracce
1. It'll Take A Long Time – 5:13
2. Sweet Rosemary – 2:30
3. For Nobody To Hear – 4:14
4. Tomorrow Is A Long Time – 3:57
5. Quiet Joys Of Brotherhood – 4:28
6. Listen, Listen – 3:58
7. The Lady – 4:01
8. Bushes And Briars – 3:53
9. It Suits Me Well – 5:06
10. The Music Weaver – 3:17